# ターハー・ヤースィーン・ラマダーン
ターハー・ヤースィーン・ラマダーン・アッ＝ジズラーウィー（طه ياسين رمضان الجزراوي Tāhā Yāsīn Ramadān al-Jizrāwī, 1938年2月22日 - 2007年3月20日）は、イラクの元政治家で、第1副首相（1979年-1991年）、副大統領（1991年-2003年）。日本の報道等では「ラマダン（元）副大統領」と呼ばれることが一般的である。2003年に開始されたイラク戦争により、サッダーム・フセイン政権が崩壊した後に拘束され、シーア派アラブ人市民の虐殺に関与したとして裁判にかけられ、死刑判決を受けて処刑された。

## 生い立ち
1938年頃、イラク北部の都市モスルで農家の家に生まれる。ラマダーンの家系はトルコ・ディヤルバクル出身のクルド人である。
高校卒業後、同地で銀行員として働いていた。その後陸軍に入隊し、准士官となる。ラマダーンは、地方の貧困を放置しているハーシム王制には不満を抱いていた。これは彼が農村出身だったことに起因すると思われている。そこで1956年に当時、非合法政党であったバアス党に入党し、党の地下活動に参加する。サッダーム・フセインともこの頃に出会う。
1964年、アブドッサラーム・アーリフ政権に不満を持つアフマド・ハサン・アル＝バクル将軍らが企てたクーデター計画に参加したが、計画が発覚し、他のバアス党の活動家や党員らと共にナーシリーヤの刑務所に投獄された。1966年、アブドッラフマーン・アーリフ政権での恩赦により釈放。1968年には、バアス党主導クーデターに参加し、主要な役割を果たした。

## バアス党政権

イラク人民軍司令官時代のラマダーン（1988年）

1968年のクーデター後、功績から革命指導評議会メンバーに任命されている。翌年には党地域指導部メンバーに選出された。1970年3月29日、バクル政権の工業相に就任、銀行員だった経歴から当時、革命指導評議会副議長だったサッダームの他の側近よりは経済政策に精通し、多くの提言を行った。特に石油収入をイラクの社会保障に当てるという政策は成果があった。
しかし、伝えられる所では閣僚就任後、ラマダーンは周囲に「自分は工業については何も知らない。ただ、たしかなことは国のために働かない人間は処刑されるということだ」と語ったと言う。また、1973年に起きたバクル政権の転覆を計った一部将校のクーデター未遂事件が起きると、特別法廷判事としてクーデター実行犯70名に死刑判決を下した。
また、この頃準軍事組織「イラク人民軍」司令官に任命される。

## サッダーム・フセイン政権

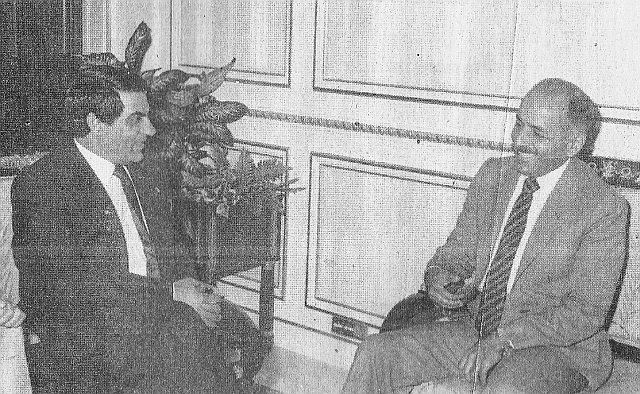
ザイン・アル＝アービディーン・ベン・アリーと会談するラマダーン（1988年）

1979年にサッダーム・フセインが大統領に就任する。この年に開かれたバアス党臨時会議でラマダーンは最初に演壇に立ち、党内部での裏切り行為が発覚したと語り、「背信者は陰謀が明るみに出たにもかかわらず、この会議に出席している」と糾弾し、反サッダーム派や党内の政敵に対するサッダームの大粛清開始の演出に協力した。この粛清に協力したことにより、ラマダーンは第一副首相に任命された。このためサッダームの信任も厚く、1980年代後半に経済政策を巡ってサッダームと衝突した際も解任されることは無かった。
湾岸戦争終結後の1991年3月に副大統領に任命されたが、同時に自身の権力基盤である人民軍は解体された。サッダームの長男ウダイとの対立からだと言われている。1997年に1回、1999年には2回暗殺未遂に遭ったが、その度に乗り切っている。ラマダーンは、大統領の代理として、しばしば諸外国や国際会議に出席した。シリアとエジプトとは、2000年と2001年に自由貿易協定に調印し、米のイラク封じ込めに対抗した。
対外的には政権内の最強硬派と目され、湾岸戦争最中の1月、クウェートにおいてイラク軍による人権蹂躙が対外的に報道されると「クウェートに人道調査にくる連中は不具にする」と脅迫し、2月にはイラクと対峙する各国首脳を「ブッシュ、メージャー、ミッテランと残りの汚い小人、協力者ホスニーと裏切り者ファハド」と呼び、彼らの暗殺を要求。湾岸戦争終結直後には「勝利したのはイラクだ」と発言するなど挑発的な言動が目立った。
1997年の国連の武器査察団の活動の妨害を指示したとされ、1998年にはアルカーイダのNo.2アイマン・ザワーヒリーをイラクに招待すると語ってアメリカを挑発。また、イラクとクウェートとの国境は未画定であると発言し、アラブ連盟から非難された。
ブッシュ政権についても「ブッシュはシオニスト。ユダヤ人よりシオニストらしいシオニストだ」と述べ、またイラク戦争開戦前、サッダーム・フセインの亡命を提案したサウジアラビアのサウード・アル＝ファイサル外相に「貴様はアメリカの手先だ」「地獄に落ちろ！」と怒鳴りつけ、当時の国連事務総長のコフィー・アナンを「ワシントンとロンドンに支援された植民地主義者の高等弁務官」と罵倒した。
また、ブッシュ政権がイラクの体制転換のために、サッダーム個人の暗殺を情報機関に認可したとの報道が伝わると、2002年6月に開かれた緊急会議でラマダーンは、「イラクの英雄達は何千人単位で人間爆弾に志願するだろう。アメリカを吹き飛ばすためなら」と発言したとされる。

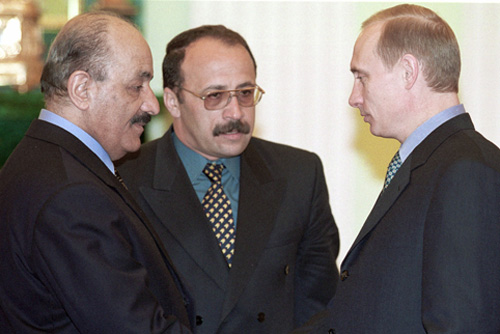
ウラジーミル・プーチンと会談するラマダーン（2001年）

2002年10月には、イラク戦争推進派だったディック・チェイニー副大統領との「決闘」を要求した。
辛辣な批判は日本にも向けられ、2002年10月に国連制裁の解除に前向きな中国を評価する一方で、「日本はアメリカの属国か、それ以下」と発言したり、2003年1月にはラマダーンと会見した民主党の首藤信彦議員（当時）に対し「日本は米英に次いでイラクに敵対的だ。邪悪な米政権の衛星国だ」と発言し、対イラク制裁に加わっている日本を非難した。また、イラク戦争開戦前にはジャーナリストの田原総一朗の取材にも応じ、この模様はサンデープロジェクトでも放送された。
イラク戦争では、3月20日の空爆で死亡したとの報道が流れたが、23日に外国記者団の前に姿を見せ健在をアピール。アラブ諸国民に対米「ジハード」参加を呼びかけたが、4月9日にバグダードが陥落すると姿を消す。

## 逮捕
2003年8月19日、モースルのアル＝ワフダ地区でラマダーンは、クルディスタン愛国同盟（PUK）のペシュメルガ（クルド人兵士）により拘束され、同地に展開するアメリカ軍・第101空挺師団に引き渡された。
アッシャルクル・アウサト紙によるとラマダーンの拘束作戦は、PUK幹部のコスラト・ラスール氏率いるモースルに潜入したペシュメルガのメンバーによって行われた。8月19日夕、彼らはまず、モースルとドホーク間を結ぶ幹線道路沿いにあるラシーディーという村の農家で、ラマダーンの逃亡を手配し、潜伏場所を提供していると見られていたムハンマド・ラシード・ダーウーディーというクルド人の元イラク軍の大佐を逮捕した。農家からは、ラマダーンの偽造された身分証明書も発見された。
ダーウーディーの取り調べは2時間あまり行われ、ダーウーディーはついにラマダーンの潜伏している場所に案内すると供述した。19日夜、数人のペシュメルガの兵士は供述通りにラマダーンの潜伏している民家を発見し、ダーウーディーを使って警戒させること無く、家の門を開けさせるため、ダーウーディーに門の扉をノックしてラマダーンに玄関の門を開けさせるよう命じた。
ダーウーディーが玄関の門を叩くと、ラマダーンは門をノックしたのが誰であるか尋ねてきた。ダーウーディーが答えると、ラマダーンは門の扉を開けた。この瞬間、ペシュメルガは民家に潜入してラマダーンを取り押さえたのであった。ラマダーンは白い寝間着姿で、呆然とした表情を見せていたという。銃撃戦などは起きなかったが、ラマダーンのいるアル＝ワフダ地区は旧政権の支持者やその残党が跋扈する危険な地域であり、迅速に連行しなければならず、ラマダーンを車に押し込むと、事態に気づかれぬように車で同地区を離れた。
拘束されたラマダーンはまずペシュメルガによる尋問を受けた。「あなたはクルド人か」という問いかけにラマダーンは、「もちろん、私はクルド人だ」と答えた。クルド語を喋れるかという質問には、「私は10歳の時にアラブ人のいる地域に移ったので、それ以前はクルド語を喋れたが、すぐに忘れた」と述べた。また、旧政権時代の犯罪行為について問われると、「私はただの政府高官だった」と責任を否定した。しかし、クルド人に対する大量虐殺が行われた、アンファール作戦やハラブジャ事件についても関与を否定したが、取調官が「第一副首相という地位にもかかわらず、あなたは知らなかったのか?」という問いに、「私を信じてくれ。私は本当に何も知らない」と色めき立って反論したという。アンファール作戦についても、「危険分子を取り除くために必要だった」と正当化したという。
ラマダーンは潜伏生活中、「ムヒー・イブラーヒーム・ハサン・アル＝ヒーティー」という偽名を用いて、身元をイラク国家国内問題局のラマーディー事務所で働く公務員であると偽っていた。また、潜伏中に3回ほど米軍の検問所を通過したが、見破られることは無かったと供述し、さらに逃亡中のラマダーンの義理の息子と警護隊長が、アメリカのグリーンカードを保有しており、自由に米軍の検問所を通り抜けていたことも取り調べで明らかになった。
PUK側は、ダーウーディーの供述により、サッダームの警護責任者と一週間ごとにバグダードで会合を開いているという事実を突き止め、サッダーム拘束のため、二人が拘束されたことを秘密にしようとしたが、米軍側が執拗にラマダーンの身柄引き渡しを要求したため、渋々二人を引き渡しという。ラスール氏は米軍の妨害が無ければ、サッダームも同時に拘束できたと不満を表明すると共に、米軍の憲兵部隊がラマダーンが拘置されているPUKの事務所の位置すら分からずに、地元のイラク警察に場所を聞く有様だったことも明からかにした。

## ドゥジャイル事件裁判
2004年、ラマダーンはイラク特別法廷（現・高等法廷）により「人道に対する罪」「大量虐殺」などの容疑で訴追される。2005年には、イラク中部の村ドゥジャイルで起きたサッダーム暗殺未遂事件の報復として、住民148人を拘束、取調べの末殺害したとされる事件（ドゥジャイル事件）に関わったとして、同事件を審理するイラク高等法廷に被告として出廷した。この事件でラマダーンは当時、第一副首相として暗殺事件に関わったと見られる住民の家屋、暗殺犯一味が逃れたと見られる村の果樹園の恣意的破壊、そして配下の人民軍を使っての不当逮捕と逮捕した住民の南部の砂漠地帯の収容所への移送を指示した容疑に問われた。
ラマダーンは一連の容疑を全面否認して無罪を主張、検察側と鋭く対立した。一方で、サッダームの罪状を軽くするため、ラマダーンに不利な証言をした弁護側証人のハーミド・ユースフ・ハンマーディー元文化相を怒鳴りつける場面もあった。弁護側はラマダーンが政権内で「経済政策」にしか権限が与えられておらず、治安問題は管轄外だと主張した。
2006年11月5日、高等法廷はラマダーンに対し、「人道に対する罪」で終身刑の判決を下した。12月の控訴審では、「刑が軽すぎる」との判断が下され、2007年2月12日、二審において、ラマダーンに対して絞首刑による死刑判決を言い渡した。判決に対してラマダーンは「私は神に誓って無実潔白だ。私が頼りにする神よ。私に不正を下した者に復讐されんことを」と語った。
3月20日、夜明け前にラマダーンは米軍からイラク当局に身柄を引き渡され、刑執行所に連行された。死刑立会人によると、執行前、ラマダーンは明らかに怯えた様子で、周囲に後悔の念を話したという。
ただし、死刑執行に立ち会ったラマダーンの弁護士によると「穏やかで冷静だった。彼は自分の家族と友人のために一緒に祈るように頼んだ。死を恐れている様子は無かった」とし、弁護士に遺書を手渡すと、刑台に向かい、刑執行直前にシャハーダを唱えたとされる。午前3時5分に刑は執行された。
衣服と遺品は弁護士に手渡された。遺体は故郷のモスルでは無く、21日にティクリート近郊アル＝アウジャにあるサッダーム・フセインらも埋葬されている墓地に葬られた。

## その他
- ラマダーンは、サッダームに絶対的忠誠心を持っている政権幹部の一人であった。例えば、サッダームが当時、自分を管理できない者が部下を管理できるわけがないとの自らの倫理基準で、ダイエットのできない人間を組織の幹部にするべきではないと主張し、身長マイナス100以上の体重の人物は局長以上に登用せず、既に局長以上の者は降格させるとした。この規定に引っかかったのがラマダーンである。彼は身長160cmで、100kgを超える体重であった。このため、彼はサッダームの与えた30日の猶予で60ポンド(約27kg)のダイエットを達成した。[11]。
- ダイエット後、彼と会ったアラブの首脳の一人は、彼が誰だか分らなかったという[12]。
- 大野元裕によると、ラマダーンは治安機関に大きな影響力を有するサッダームの義弟や軍部と天秤に掛けられ、彼らの権力の突出を防ぐための道具に使われたという。イラン・イラク戦争中にイラク軍の影響力が増大すると、ラマダーンはイラク人民軍を率いさせられ、イラク軍とバランスを取るようにさせられた。共和国防衛隊が力をつけると、ラマダーンの役目は終わり、人民軍は解体させられている。これらのことから大野はラマダーンを、独裁者の有する権力とははるかに遠い位置にある人物だったと思われてならないとしている[12]。